# Sylvia Townsend Warner
Sylvia Townsend Warner (* 6. Dezember 1893 in Harrow on the Hill; † 1. Mai 1978 in Frome Vauchurch, Dorset) war eine britische Schriftstellerin und Musikwissenschaftlerin.

## Leben
Sylvia war das einzige Kind von George Townsend Warner, Geschichtslehrer und späterer Leiter des Fachbereichs Geschichte der Privatschule Harrow, und seiner Frau Nora. Sie wurde von ihren Eltern zu Hause unterrichtet. Nach dem Tod des Vaters zog sie nach London. Als begabte Musikerin plante sie, bei Schönberg in Wien zu studieren, was jedoch durch den Ausbruch des Krieges 1914 verhindert wurde. Ab 1917 gehörte sie zu den Herausgebern der zehnbändigen Tudor Church Music, die zwischen 1922 und 1929 bei Oxford University Press erschien. In dieser Zeit begann sie Gedichte zu schreiben und veröffentlichte ihre ersten Romane Lolly Willowes, or, The Loving Huntsman (1926) gefolgt von Mr. Fortune’s Maggot (1927).
Auf Veranlassung Stephen Tomlins, eines Schülers ihres Vaters ging sie 1922 nach Chaldon Herring, Dorset, wo sie den Schriftsteller Theodore Powys traf, einen Bruder von John Cowper Powys. Zusammen mit Tomlin und David Garnett gab sie die Romane und Erzählungen von T. Powys heraus.
Bei T. Powys lernte sie die Dichterin Valentine Ackland kennen. Sylvia erwarb 1930 ein Cottage in Chaldon Herring und lud Valentine ein, mit ihr zusammenzuleben. Gemeinsam veröffentlichten sie 1933 den Gedichtband Whether a Dove or Seagull. Die Liebesbeziehung der beiden dauerte bis 1969, als Valentine an Brustkrebs starb. Nach Acklands Tod gab Sylvia eine Anthologie ihrer Gedichte unter dem Titel The Nature of the Moment heraus.
1935 traten Ackland und Townsend Warner der Communist Party of Great Britain bei, sie nahmen an Versammlungen teil, sammelten Spenden und publizierten in linken Zeitungen. Die beiden besuchten zweimal Spanien und berichteten vom Spanischen Bürgerkrieg.
Im Jahre 1937 zog das Paar in ein Haus am Fluss in Frome Vauchurch in Dorset, dort entstand der größte Teil von Townsend Warners Werken. Sylvia war eine produktive Schriftstellerin; neben Gedichten schrieb sie zahlreiche Kurzgeschichten, die in 8 Bänden gesammelt wurden, darunter 140 für den New Yorker. Sie verfasste sieben Romane,  eine Biographie von T. H. White und übersetzte Prousts Contre Saint Beauve. Sie schrieb bis zu ihrem Tod. In den letzten Lebensjahren begann sie eine Reihe von Erzählungen, die in einem imaginären Elfenreich spielen. Sylvia Townsend Warner starb am 1. Mai 1978. Ihre Asche ruht zusammen mit der ihrer Gefährtin Valentine Ackland auf dem Friedhof von East Chaldon.
1972 wurde sie als Ehrenmitglied in die American Academy of Arts and Letters gewählt.

## Werke

### Romane
- Lolly Willowes; Or the Loving Huntsman. 1926 (dt. Lolly Willowes oder Der liebevolle Jägersmann). Deutsche Erstübersetzung bei Luchterhand, Darmstadt 1980, Neuaufl. bei Klett-Cotta, Stuttgart 1992, ISBN 3-608-95871-1. Neuaufl. bei Dörlemann, Zürich 2020, ISBN 978-3-03820-079-6
- Mr Fortune’s Maggot. 1927 (dt. Mister Fortunes letztes Paradies. Union, Zürich 1986, Neuaufl. 2005, ISBN 3-293-20321-3).
- The True Heart. 1929
- Summer Will Show, 1936
- After The Death Of Don Juan. 1938
- The Corner That Held Them. 1948
- The Flint Anchor. 1954

### Erzählungen
- The Salutation. 1932
- More Joy In Heaven. 1935
- A Garland Of Straw. 1943
- The Museum Of Cheats. 1947
- Winter In The Air. 1955
- The Cat’s Cradle Book. 1960
- A Spirit Rises. 1962
- A Stranger With A Bag. 1966
- The Innocent And The Guilty. 1971
- Kingdoms Of Elfin. 1977 (dt. Die fünf schwarzen Schwäne und andere Elfengeschichten. Luchterhand, Darmstadt und Neuwied 1981, ISBN 3-472-86511-3.)
- Scenes of Childhood and Other Stories. 1981
- One Thing Leading to Another and other stories. 1984
- Selected Stories. 1988
- The Music at Long Verney. 2001
- Dorset Stories. 2006

### Gedichte
- The Espalier. 1925
- Time Importuned. 1928
- Opus 7. 1931
- Whether A Dove Or Seagull. (mit Valentine Ackland) 1934
- Boxwood. 1957
- Twelve Poems. 1980
- Collected Poems. 1982
- New Collected Poems. 2008 (dt. Auswahl-Übersetzung: Mit Tigern schweigend. Ausgewählte Gedichte. Übersetzt und mit einem Nachwort versehen von Jutta Heinz. Verlag der blaue reiter, Hannover 2024, ISBN 978-3933722935).

### Weitere Werke
- Somerset. 1949
- Jane austen. (Pamphlet) 1951
- T.H. White, Biographie, 1967
- Diaries of Sylvia Townsend Warner. 1994
- Sylvia and David – The Townsend Warner/Garnett Letters. 1994 (Hrsg.: David Garnett)
- I'll Stand By You. Selected letters of Sylvia Townsend Warner and Valentine Ackland. 1998
- The Element of Lavishness. Letters of Sylvia Townsend Warner and William Maxwell. 2001